# Zyprischer Fußballpokal 2003/04
Der Zyprische Fußballpokal 2003/04 war die 62. Austragung des zyprischen Pokalwettbewerbs. Er wurde vom zyprischen Fußballverband ausgetragen. Das Finale fand am 23. Mai 2004 im GSP-Stadion von Nikosia statt.
Pokalsieger wurde AEK Larnaka. Das Team setzte sich im Finale gegen AEL Limassol durch. AEK qualifizierte sich durch den Sieg für den UEFA-Pokal 2004/05.

## Modus
Die Begegnungen der ersten beiden Runden wurden in einem Spiel ausgetragen. Bei unentschiedenem Ausgang wurde das Spiel um zweimal 15 Minuten verlängert und gegebenenfalls durch ein Elfmeterschießen entschieden.
In der 3. Runde wurden alle Begegnungen in Hin- und Rückspiel ausgetragen. Bei Torgleichheit entschied zunächst die Anzahl der auswärts erzielten Tore, danach eine Verlängerung und schließlich das Elfmeterschießen.
In der anschließende Gruppenphase wurden die qualifizierten Mannschaften in vier Vierergruppen gelost. Die Teams spielten zweimal gegeneinander, einmal zuhause und einmal auswärts. Die Gruppensieger und -zweiten jeder Gruppe erreichten die nächste Runde. Das Viertel- und Halbfinale wurde, wie in der 2. Runde, in Hin- und Rückspiel ausgetragen.

## Teilnehmer
| First Division (14) | Second Division (14) | Third Division (14) | Fourth Division (12) |
| --- | --- | --- | --- |
| - AEK Larnaka - AEL Limassol - AE Paphos - Anagennisi Deryneia - Anorthosis Famagusta - APOEL Nikosia - Apollon Limassol - Digenis Akritas Morphou - Doxa Katokopia - Enosis Neon Paralimni - Ethnikos Achnas - Olympiakos Nikosia - Omonia Nikosia - Onisilos Sotira | - Akritas Chlorakas - Alki Larnaka - AO Agia Napa - APEP Pitsilia - Aris Limassol - ASIL Lysi - Enosis Kokkinotrimithia - Enosis Neon THOI Lakatamia - Ermis Aradippou - Ethnikos Assia - Nea Salamis Famagusta - Omonia Aradippou - PAEEK Kyrenia - SEK Agiou Athanasiou | - Adonis Idaliou - AEK Kythreas - AEM Mesogis - AEK/Achilleas Agios Theraponta - AEZ Zakakiou - Anagennisi Germasogeias - APOP Kinyras Peyias - Chalkanoras Idaliou - Elpida Xylofagou - Ethnikos Latsion - Iraklis Gerolakkou - MEAP Nisou - Orfeas Nikosia - Sourouklis Troullon | - Achyronas Liopetriou - Anagennisi Lythrodonta - AOL Omonia Lakatamia - Apollon Lympion - ATE PEK Ergaton - Elia Lythrodonta - Ellinismos Akakiou - ENAD Polis Chrysochous - Evagoras Pallikaridis Agii Trimithias - Frenaros FC 2000 - Olympus Xylofagou - Othellos Athienou |

## 1. Runde
In dieser Runde traten alle 14 Teams der Second Division, alle 14 Teams der Third Division und 12 Teams der Fourth Division an.
|                         | Ergebnis              |                                       |
| ----------------------- | --------------------- | ------------------------------------- |
| APOP Kinyras Peyias     | 8:1                   | AOL Omonia Lakatamia                  |
| Sourouklis Troullon     | 2:3 n. V.             | MEAP Nisou                            |
| Anagennisi Germasogeias | 2:1                   | Akritas Chlorakas                     |
| Olympus Xylofagou       | 6:3 n. V.             | Evagoras Pallikaridis Agii Trimithias |
| Iraklis Gerolakkou      | 0:4                   | ASIL Lysi                             |
| ATE PEK Ergaton         | 2:1                   | Ellinismos Akakiou                    |
| Nea Salamis Famagusta   | 8:0                   | Anagennisi Lythrodonta                |
| PAEEK Kyrenia           | 3:2                   | Enosis Neon THOI Lakatamia            |
| Ethnikos Latsion        | 1:5                   | Ermis Aradippou                       |
| Adonis Idaliou          | 2:1                   | AEK/Achilleas Agios Theraponta        |
| Apollon Lympion         | 0:1                   | SEK Agiou Athanasiou                  |
| Alki Larnaka            | 6:1                   | Elpida Xylofagou                      |
| Othellos Athienou       | 1:2                   | Chalkanoras Idaliou                   |
| ENAD Polis Chrysochous  | 4:4 n. V. (4:2 i. E.) | Frenaros FC 2000                      |
| Achyronas Liopetriou    | 5:1                   | AEM Mesogis                           |
| Elia Lythrodonta        | 1:2                   | AEZ Zakakiou                          |
| Omonia Aradippou        | 2:2 n. V. (4:3 i. E.) | Enosis Kokkinotrimithia               |
| Ethnikos Assia          | 4:1                   | AO Agia Napa                          |
| Orfeas Nikosia          | 1:4                   | APEP Pitsilia                         |
| Aris Limassol           | 4:2                   | AEK Kythreas                          |

## 2. Runde
|                       | Ergebnis |                         |
| --------------------- | -------- | ----------------------- |
| Ermis Aradippou       | 1:0      | Ethnikos Assia          |
| ATE PEK Ergaton       | 0:4      | MEAP Nisou              |
| Adonis Idaliou        | 2:5      | APOP Kinyras Peyias     |
| Achyronas Liopetriou  | 0:3      | Anagennisi Germasogeias |
| Nea Salamis Famagusta | 8:0      | APEP Pitsilia           |
| AEZ Zakakiou          | 2:0      | PAEEK Kyrenia           |
| Alki Larnaka          | 3:0      | ENAD Polis Chrysochous  |
| Aris Limassol         | 1:0      | Chalkanoras Idaliou     |
| ASIL Lysi             | 3:1      | SEK Agiou Athanasiou    |
| Omonia Aradippou      | 3:2      | Olympus Xylofagou       |

## 3. Runde
In dieser Runde stiegen die Vereine, die in der First Division 2002/03 die Plätze neun, zehn und elf belegten, sowie die drei Aufsteiger aus der Second Division.
|                         | Gesamt    |                       | Hinspiel | Rückspiel |
| ----------------------- | --------- | --------------------- | -------- | --------- |
| Digenis Akritas Morphou | 1:2       | Apollon Limassol      | 0:1      | 1:1       |
| Aris Limassol           | (a)3:3(a) | Nea Salamis Famagusta | 2:2      | 1:1       |
| Enosis Neon Paralimni   | 8:0       | MEAP Nisou            | 6:0      | 2:0       |
| Anagennisi Germasogeias | 1:8       | Ermis Aradippou       | 1:1      | 0:7       |
| Onisilos Sotira         | 1:0       | APOP Kinyras Peyias   | 0:0      | 1:0       |
| AEZ Zakakiou            | 2:6       | Anagennisi Deryneia   | 2:1      | 0:5       |
| Alki Larnaka            | 4:2       | Omonia Aradippou      | 2:1      | 2:1       |
| ASIL Lysi               | (a)4:4(a) | Doxa Katokopia        | 1:1      | 3:3       |

## Gruppenphase
An der Gruppenphase nahmen die acht Sieger der 3. Runde und die acht besten Teams der First Division 2002/03. Davon wurden die Teams der Plätze eins bis vier (Omonia Nikosia, Anorthosis Famagusta, APOEL Nikosia, Olympiakos Nikosia) jeweils als Gruppenkopf gesetzt. Die Mannschaften der Plätze fünf bis acht (AEL Limassol, Ethnikos Achnas, AE Paphos, AEK Larnaka) wurden in die vier Gruppen verteilt. Die Sieger der 3. Runde wurden ohne Einschränkungen zugelost.
Die Mannschaften jeder Gruppe spielten zweimal gegeneinander, einmal zu Hause und einmal auswärts. Die Gruppensieger und -zweiten jeder Gruppe kamen in die nächste Runde.

### Gruppe A
| Pl. | Verein                | Sp. | S | U | N | Tore    | Diff. | Punkte |
| --- | --------------------- | --- | - | - | - | ------- | ----- | ------ |
| 1.  | AEL Limassol          | 6   | 4 | 2 | 0 | 010:400 | +6    | 14     |
| 2.  | Anorthosis Famagusta  | 6   | 3 | 2 | 1 | 008:600 | +2    | 11     |
| 3.  | Nea Salamis Famagusta | 6   | 1 | 2 | 3 | 009:800 | +1    | 05     |
| 4.  | Anagennisi Deryneia   | 6   | 1 | 0 | 5 | 008:170 | −9    | 03     |

|                       | AEL Limassol | Anorthosis Famagusta | Nea Salamis Famagusta | Anagennisi Deryneia |
| --------------------- | ------------ | -------------------- | --------------------- | ------------------- |
| AEL Limassol          |              | 2:0                  | 1:0                   | 2:1                 |
| Anorthosis Famagusta  | 1:1          |                      | 1:0                   | 2:1                 |
| Nea Salamis Famagusta | 2:2          | 0:0                  |                       | 6:2                 |
| Anagennisi Deryneia   | 0:2          | 2:4                  | 2:1                   |                     |

### Gruppe B
| Pl. | Verein                | Sp. | S | U | N | Tore    | Diff. | Punkte |
| --- | --------------------- | --- | - | - | - | ------- | ----- | ------ |
| 1.  | APOEL Nikosia         | 6   | 4 | 1 | 1 | 012:500 | +7    | 13     |
| 2.  | Apollon Limassol      | 6   | 4 | 0 | 2 | 007:500 | +2    | 12     |
| 3.  | Enosis Neon Paralimni | 6   | 2 | 2 | 2 | 006:700 | −1    | 08     |
| 4.  | AE Paphos             | 6   | 0 | 1 | 5 | 005:130 | −8    | 01     |

|                       | APOEL Nikosia | Apollon Limassol | Enosis Neon Paralimni | AE Paphos |
| --------------------- | ------------- | ---------------- | --------------------- | --------- |
| APOEL Nikosia         |               | 0:1              | 2:0                   | 3:0       |
| Apollon Limassol      | 1:2           |                  | 1:0                   | 2:1       |
| Enosis Neon Paralimni | 2:2           | 1:0              |                       | 2:1       |
| AE Paphos             | 1:3           | 1:2              | 1:1                   |           |

### Gruppe C
| Pl. | Verein          | Sp. | S | U | N | Tore    | Diff. | Punkte |
| --- | --------------- | --- | - | - | - | ------- | ----- | ------ |
| 1.  | Omonia Nikosia  | 6   | 6 | 0 | 0 | 020:500 | +15   | 18     |
| 2.  | Ethnikos Achnas | 6   | 4 | 0 | 2 | 013:700 | +6    | 12     |
| 3.  | ASIL Lysi       | 6   | 2 | 0 | 4 | 009:150 | −6    | 06     |
| 4.  | Alki Larnaka    | 6   | 0 | 0 | 6 | 004:190 | −15   | 0      |

|                 | Omonia Nikosia | Ethnikos Achnas | ASIL Lysi | Alki Larnaka |
| --------------- | -------------- | --------------- | --------- | ------------ |
| Omonia Nikosia  |                | 1:0             | 5:0       | 5:1          |
| Ethnikos Achnas | 2:3            |                 | 5:1       | 2:0          |
| ASIL Lysi       | 1:2            | 1:2             |           | 3:1          |
| Alki Larnaka    | 1:4            | 1:2             | 0:3       |              |

### Gruppe D
| Pl. | Verein             | Sp. | S | U | N | Tore    | Diff. | Punkte |
| --- | ------------------ | --- | - | - | - | ------- | ----- | ------ |
| 1.  | Olympiakos Nikosia | 6   | 4 | 2 | 0 | 016:400 | +12   | 14     |
| 2.  | AEK Larnaka        | 6   | 3 | 3 | 0 | 008:300 | +5    | 12     |
| 3.  | Onisilos Sotira    | 6   | 1 | 2 | 3 | 010:140 | −4    | 05     |
| 4.  | Ermis Aradippou    | 6   | 0 | 1 | 5 | 007:200 | −13   | 01     |

|                    | Olympiakos Nikosia | AEK Larnaka | Onisilos Sotira | Ermis Aradippou |
| ------------------ | ------------------ | ----------- | --------------- | --------------- |
| Olympiakos Nikosia |                    | 1:1         | 4:0             | 3:2             |
| AEK Larnaka        | 0:0                |             | 2:0             | 2:1             |
| Onisilos Sotira    | 1:3                | 1:1         |                 | 5:1             |
| Ermis Aradippou    | 0:5                | 0:2         | 3:3             |                 |

## Viertelfinale
Am Viertelfinale nahmen alle Mannschaften teil, die sich aus der Gruppenphase qualifiziert hatten. Die Gruppensieger wurden gegen die Zweitplatzierten gelost, wobei die Gruppensieger das Rückspiel ausrichteten. Teams aus der gleichen Gruppe wurden nicht gegeneinander gelost.
|                      | Gesamt |                    | Hinspiel | Rückspiel |
| -------------------- | ------ | ------------------ | -------- | --------- |
| Apollon Limassol     | 2:4    | AEL Limassol       | 2:2      | 0:2       |
| Ethnikos Achnas      | 3:4    | Olympiakos Nikosia | 1:0      | 2:4       |
| AEK Larnaka          | 5:4    | Omonia Nikosia     | 3:3      | 2:1       |
| Anorthosis Famagusta | 1:2    | APOEL Nikosia      | 0:1      | 1:1       |

## Halbfinale
|              | Gesamt    |                    | Hinspiel | Rückspiel |
| ------------ | --------- | ------------------ | -------- | --------- |
| AEK Larnaka  | (a)2:2(a) | Olympiakos Nikosia | 1:0      | 1:2       |
| AEL Limassol | 4:0       | APOEL Nikosia      | 2:0      | 02:0 1    |

## Finale
| Paarung        | AEK Larnaka – AEL Limassol |
| Ergebnis       | 2:1 (1:1) |
| Datum          | 23. Mai 2004 |
| Stadion        | GSP-Stadion, Nikosia |
| Zuschauer      | 10.558 |
| Schiedsrichter | Costas Theodotou |
| Tore           | 1:0 Makis Papaioannou (24.) 1:1 Jean-Paul Boeka-Lisasi (39.) 2:1 Makis Papaioannou (90.) |
| AEK Larnaka    | Panayiotis Kythreotis – Paris Elia, Paraskevas Christou, Yiannakis Demosthenous, Aristos Aristokleous – Andreas Sofokleous, Zoltan Sabo, Marian Domingo (90. Kyriacos Pavlou), Eleftherios Eleftheriou – Makis Papaioannou, Stelios Stylianides (67. Constantinos Mina) Cheftrainer: Andreas Mouskallis |
| AEL Limassol   | Athos Chrysostomou – Christos Christodoulou, Pambos Pittas, Kyriakos Kyriakou, Lewan Maghradse – Stelian Carabas, Mutiu Adepoju (46. Simos Krassas), Xenios Kyriacou, Petros Filaniotis – Jean-Paul Boeka-Lisasi (90. Demetris Stylianou), Giorgos Constanti (90. Chrysostomos Chrysostomoy)            |